# Emanuel Christie Fleischer
Emanuel Edvard Christie Fleischer (30. november 1850 i Næstved – 8. januar 1911 i Hamborg) var en dansk historicistisk arkitekt.
Fleischer var søn af adjunkt ved Herlufsholm, senere menighedsforstander i Den katolsk-apostolske Kirke A.F.H. Fleischer og Charlotte Emilie Dorscheus. Han kom i tømrerlære, gik på Kunstakademiet i tiden 1867-1873 og var ansat hos den engelske arkitekt John Belcher 1870 og ledede for ham opførelsen af Den Katolsk-Apostolske Kirke i Gyldenløvesgade, København (1869-1871).
Emanuel Christie Fleischer arbejdede i mange år som evangelist ved den irvingianske kirke i Aarhus (fra 1875) og fungerede først senere som arkitekt. Hans primært indsats var restaurering af en række kirkebygninger, dog har han også opført to nye valgmenighedskirker. Den lille etskibede kirke i Aarhus er opført i røde mursten i rundbuestil, mens kirkesalen i Aalborg med 2 mindre mødelokaler er opført i nygotik. Fleischer konstruerede desuden i samarbejde med fabrikant C.M. Hess en røgforbrændingsovn, som han lavede adskillige designudkast til.
Han blev gift 1. gang 14. juni 1873 i København med Marie Esther Krayenbühl (10. september 1850 i Stockholm – 25. maj 1874 ved Assens), datter af præst ved Fransk reformert Kirke i København Emanuel Rodolphe Krayenbühl og Elisabeth Antoinette de Velay. 2. gang giftede han sig 12. juli 1875 i København med Clara Ernestine Mariette Hansen (1. november 1850 i Odense – 28. november 1888 i Randers), datter af prokurator Johan Jürgen Hansen og Marietta Ernestine Basse. 3. gang ægtede han 24. juni 1890 Anne Helene Mørch (23. oktober 1864 på Egholm i Limfjorden – 5. februar 1931 i Lausanne), datter af proprietær, godsforvalter Christen Gregers Mørch og Elise Sophie Marie Rye. Han er begravet på Vestre Kirkegård.

## Værker
- Katolsk-apostolsk Kirke, Rantzausgade, Aalborg (1887)
- Katolsk-apostolsk Kirke, Frederiks Allé 37, Aarhus (1893 sammen med Hjalmar Kjær, nedlagt)
- Restaurering af Vejrum Kirke (1891), Naur Kirke (1891), Måbjerg Kirke (1894), Fausing Kirke (1899)
- Villa, Skovvangsvej  127-29, Aarhus (1896)
- C.M. Hess' villa i Vejle (1905-06)

Designarbejder:
- Røgforbrændingsovn (eneret 1893, sammen med jernfabrikant C.M. Hess)
- Alteropbygning i eg til Skallerup Kirke, Morsø (1894)
- Møbler til Hess' villa (1905-06)